# Frank Kinslow
Frank Kinslow, ameriški duhovni učitelj, utemeljitelj kvantnega entrainmenta, kiropraktik, učitelj gluhih, bil pa je tudi docent na Everglades University v Sarasoti. * 1946, Philadelphia, Pennsylvania, ZDA.
Frank Kinslow je kot otrok živel na Japonskem v Jokohami kjer je treniral judo in tehniko za doseganje notranjega miru. V zgodnjih sedemdesetih letih 20. stoletja je postal učitelj transcendentalne meditacije, ki se jo je naučil neposredno od mojstra Maharišija, v poznih osemdesetih letih pa je pričel voditi svojo duhovno skupino. V tem času se je Kinslow preživljal kot kiropraktik. Sredi devetdesetih se je zaradi pomanjkanja osebnostne rasti pri sebi in svojih duhovnih učencih od njih umaknil, nato mu je razpadel zakon in prenehal je delati kot kiropraktik. Sledila so leta samote, leta 2007 pa je na višku osebnostne krize, ki sta jo zaznamovala huda bolezen in brezposelnost, razvil tehnologijo oziroma proces trenutne ozdravitve, ki jo je leta 2008 v svoji prvi knjigi »Skrivnost trenutne ozdravitve« poimenoval  kvantni entrainment. Kinslow odtlej objavlja knjige o kvantnem entrainmentu, o njem  predava in poučuje po svetu.